# Greifenbrücke
Die Greifenbrücke (russisch Банковский мост Bankowski most) in Sankt Petersburg ist eine 1826 fertiggestellte Fußgängerbrücke. Die vom badischen Bauingenieur Wilhelm von Traitteur konzipierte 25 Meter lange Kettenbrücke führt über den Gribojedow-Kanal.
Aufgrund ihrer Nähe zur Assignation Bank wird sie auch Bankbrücke genannt. Berühmt ist die Brücke für ihre vier Greifen-Statuen von Pawel Petrowitsch Sokolow, an denen das Tragwerk aufgehängt ist. Das Berühren der vergoldeten Flügel soll Glück bringen.
Ihre Ketten bestehen aus langen, dünnen Eisenstäben, die mit Augen und Bolzen miteinander verbunden sind. An dem Verbindungselement sind auch die Hänger befestigt, die ebenfalls aus dünnen Eisenstäben bestehen.
Wilhelm von Traitteur baute zur gleichen Zeit auch die Ägyptische Brücke und die Löwenbrücke, die ebenfalls mit Figuren von Sokolow ausgestattet sind.

## Galerie

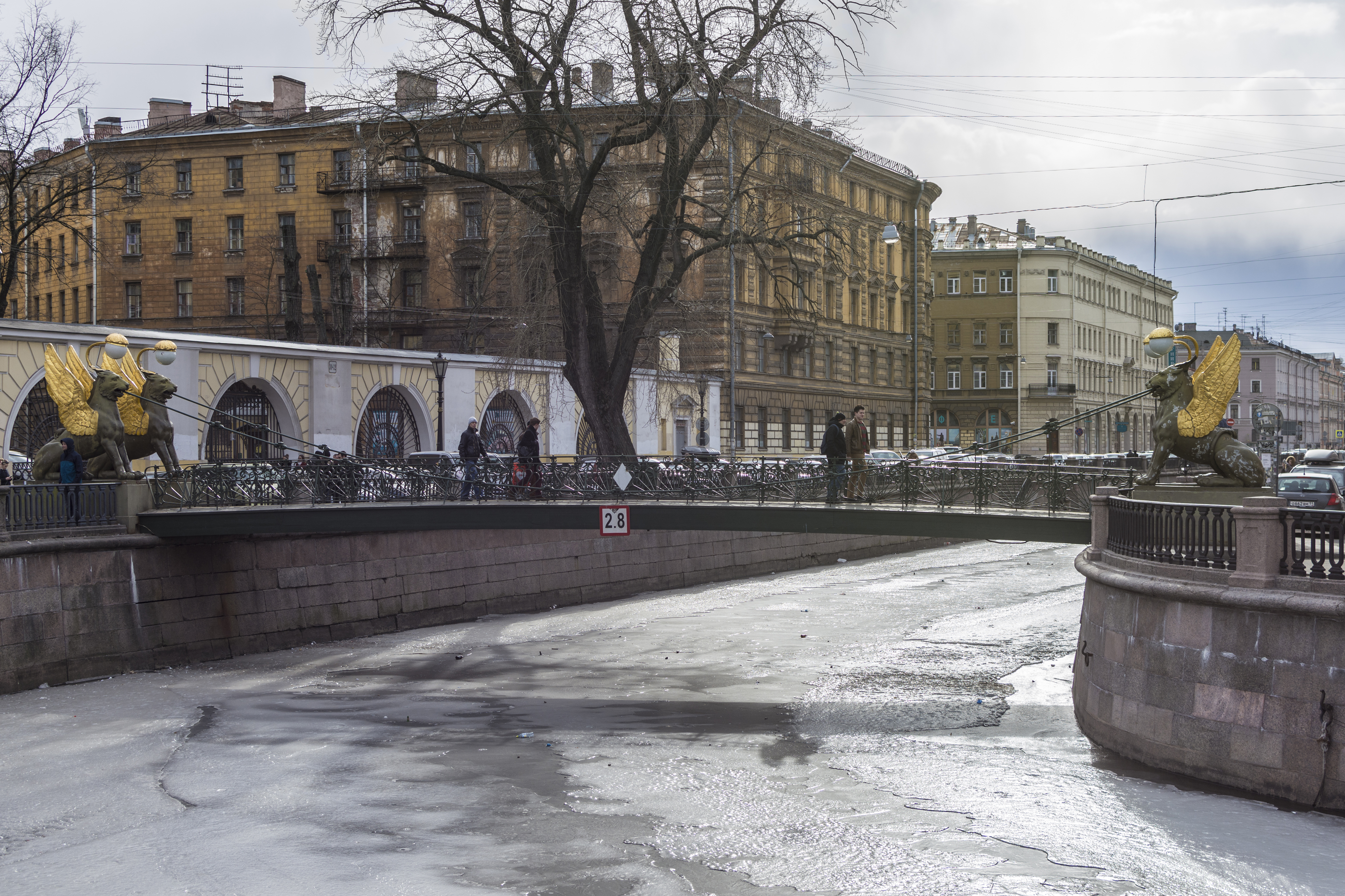
Die Greifenbrücke über den Kanal
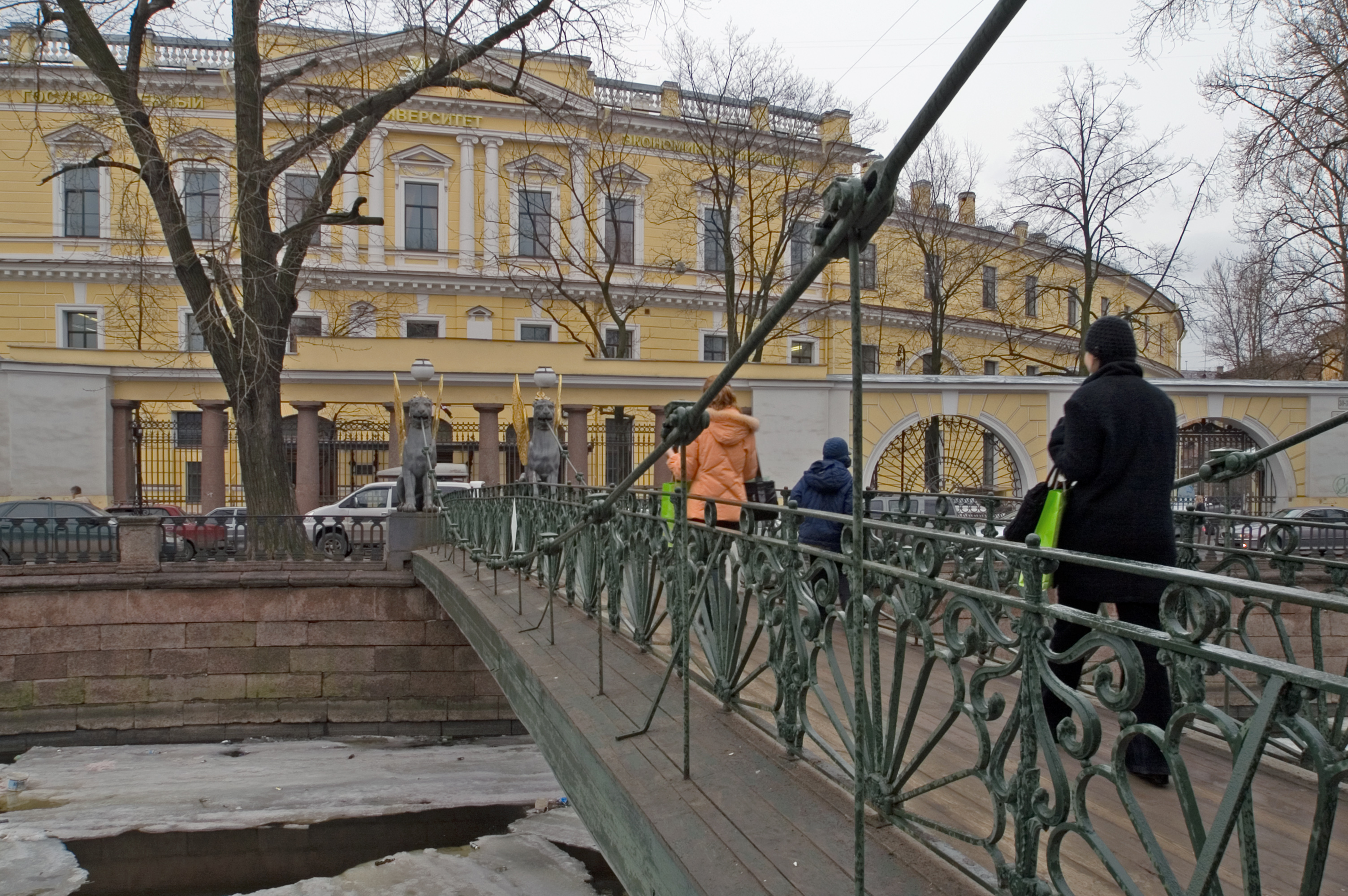
Aufhängung der Brücke
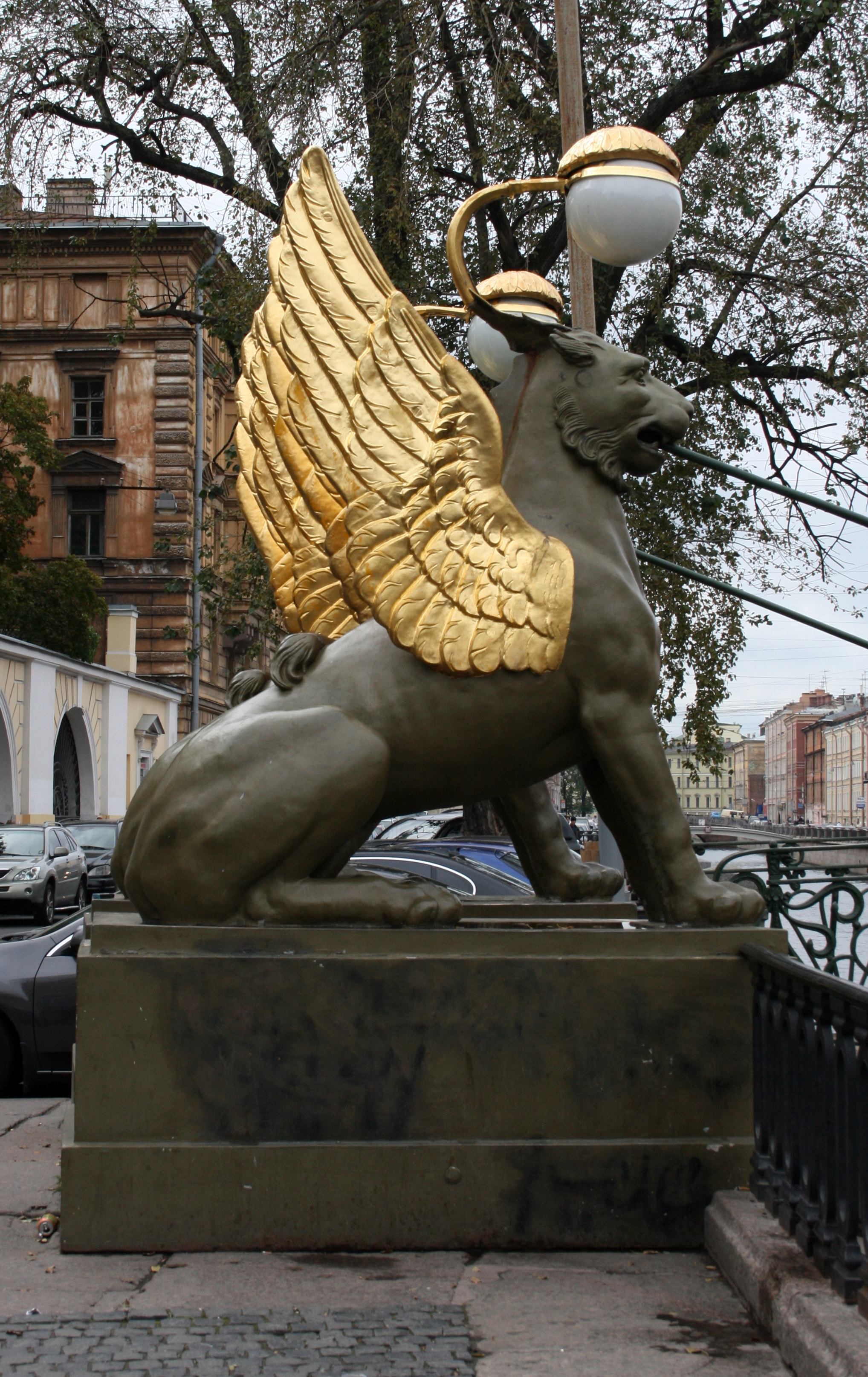
Vergoldete Flügel der Greifen-Statuen

## Weitere Brücken
- Brücken in Sankt Petersburg